# إيف دي كاسترو
إيف دي كاسترو (بالفرنسية: Ève de Castro)‏ هي كاتِبة وكاتبة سيناريو فرنسية، ولدت في 1961.

## وصلات خارجية
- إيف دي كاسترو على موقع ألو سيني (الفرنسية)